# La revolució permanent
La revolució permanent és l'obra publicada en 1930 que arreplega la teoria de Lev Trotski amb el mateix nom, que va ser enunciada abans inclús de la primera revolució russa de 1905.
Essencialment explica la incapacitat de la burgesia contemporània dels països retardats per a dur a terme la revolució democràtic burgesa, a causa de factors com la seua debilitat històrica i la seua dependència del capital imperialista. Per tant, és el proletariat el que ha d'encapçalar la nació cap a la revolució, començant per les tasques democràtiques i continuant per les socialistes. A més, la revolució no pot limitar-se a una nació concreta, sinó que ha de ser internacionalitzada perquè només sobreviurà si triomfa en els països més avançats.
Lenin es va solidaritzar amb les posicions de Trotsky en la seua Tesi d'Abril combatent la posició contrarevolucionària dels menxevics i la burgesia russa.

## Veja també
- Trotskisme